# ملفات قضايا ريتشارد صائغ المجوهرات
ملفات قضايا ريتشارد صائغ المجوهرات (باليابانية: 宝石商リチャード氏の謎鑑定، بالروماجي: Hōsekisho Richard-shi no Nazo Kantei) (بالإنجليزية: The Case Files of Jeweler Richard)‏ هي سلسلة رواية خفيفة من تأليف ناناكو تسوجيمورا ورسم أوتاكو يوكيهيرو، نشرت من قبل شوئيشا منذ 17 ديسمبر عام 2015. اقتبست إلى سلسلة مانغا من تأليف ميكا أكاتسوكي، نشرت من قبل إيتشيجيشا في مجلة Monthly Comic Zero Sum، منذ 28 نوفمبر عام 2019. أنتجت إلى مسلسل أنمي تلفزيوني من إنتاج استوديو شوكا، عرض الأنمي في 9 يناير عام 2020 واستمر عرضه حتى 26 مارس عام 2020، وتكون من 12 حلقة.

## القصة
تدور أحداث القصة عن ريتشارد راناسينغ دي فوبليان، وهو شاب بريطاني وسيم، يمتلك معرفة عميقة بعلم المعادن. في إحدى الليالي عندما كان ريتشارد يتعرض للاعتداء من قبل بعض السكّيرين، تم إنقاذه من قبل طالب جامعي يدعى سيغي ناكاتا، حينما اكتشف سيغي أن ريتشارد صائغ مجوهرات، طلب منه تقييم خاتم جدته، قام ريتشارد بفحص الخاتم والكشف عن ماضيه، وهذا الأمر جعل سيغي يعمل موظف لدى ريتشارد.

## الشخصيات
ريتشارد راناسينغ دي فولبيان (باليابانية: リチャード・ラナシンハ・ドヴルピアン، بالروماجي: Richiyaādo Ranashinha Do Vurupian)
مؤدي الصوت: تاكاهيرو ساكوراي
سيجي ناكاتا (باليابانية: 中田正義، بالروماجي: Nakata Seiji)
مؤدي الصوت: يوما أوتشيدا
شوكو تانيموتو (باليابانية: 谷本晶子، بالروماجي: Tanimoto Shōko )
مؤدية الصوت: كانا هانازاوا
هارويوشي شيمومورا (باليابانية: Haruyoshi Shimomura، بالروماجي: 下村晴良)
مؤدي الصوت: يويتشي إيغوتشي

## وصلات خارجية
- موقع الأنمي الرسمي باللغة اليابانية